# Шандор Арпад Адальбертович
Арпад Адальбертович Шандор (нар. 13 червня 1941, Ужгород) — радянський футболіст, який грав на позиції захисника. Відомий за виступами у низці українських команд класу «Б» та «А», зокрема був учасником 1/4 фіналу Кубка СРСР у складі львівського СКА та переможцем чемпіонату УРСР серед команд класу «Б» у складі львівської армійської команди.

## Клубна кар'єра
Арпад Шандор народився в Ужгороді, та розпочав займатися футболом у місцевій футбольній школі «Червона Зірка». Розпочав виступи на футбольних полях у аматорській команді «Авангард» в рідному місті, а з 1960 року став гравцем ужгородської команди класу «Б» «Спартак», перейменованої наступного року на «Верховину». У 1963 році Шандор став гравцем команди класу «Б» СКА зі Львова. У складі львівських армійців Арпад Шандор грав до кінця 1968 року. У 1964 року у складі команди став учасником чвертьфінального матчу Кубка СРСР, у якому львівські армійці поступилися команді «Крила Рад» із Куйбишева. у 1965 році Шандор у складі львівських армійців став переможцем чемпіонату УРСР серед команд класу «Б». З 1966 до кінця 1968 року Арпад Шандор грав у складі львівських армійців вже в другій групі класу «А», на цьому рівні зіграв 91 матч.
На початку 1969 року Арпад Шандор став гравцем команди класу «Б» «Авангард» з Тернополя, в якій грав протягом одного сезону. У 1970 році футболіст рахувався у складі чернівецької «Буковини», проте немає даних, чи грав Шандор в основному складі команди. У 1971 році Арпад Шандор грав у складі команди новоствореної другої ліги «Спартак» з Івано-Франківська, після чого завершив виступи в командах майстрів. Наступного року Шандор повернувся на Закарпаття, де ще кілька років грав у складі аматорської команди «Локомотив» з Чопа. Пізніше Арпад Шандор працював столяром-червонодеревником в Ужгороді до 1995 року.

## Особисте життя
Сином Арпада Шандора є український футбольний арбітр Андрій Шандор, а внуком український футбольний арбітр Олександр Шандор.

## Досягнення
- Переможець Чемпіонату УРСР з футболу 1965 в класі «Б».